# Adriano Politi
Adriano Politi (1542-1625) est un érudit et philologue italien, traducteur de Tacite.

## Biographie
Né à San Quirico d'Orcia en 1542, il embrassa l’état ecclésiastique, et fut attaché comme secrétaire aux cardinaux Capizucchi, Serbelloni, Cornaro et Aldobrandini. Il mourut vers le 15 janvier 1625.

## Œuvres
- Annali et Istorie di G. Cornelio Tacito con le due operette de' costumi de Germani, e della vita d'Agricola, Rome, appresso Gio. Angelo Ruffinellj, 1611 (lire en ligne) : cette première version n’ayant pas été goûtée, il en donna une seconde, qui reçut un accueil favorable (Venise, 1614, in-4o) ;
- Lettere. Con un breve discorso della vera denominatione della lingua volgare usata da' buoni scrittori, Venise, appresso Antonio Pinelli, 1611 (lire en ligne) ;
- Dizionario toscano, Venise, 1615, in-8o : cet ouvrage, qui était un abrégé du Dictionnaire de la Crusca, lui attira des déboires : accusé d’y avoir introduit sciemment des erreurs et des faussetés, il fut mis en prison et n’en sortit que difficilement, malgré l’Apologie qu’il fit paraître pour sa justification ;
- Ordo romanæ historiæ legendæ, ibid., 1627, in-4o, et dans le t. III des Miscellanea de Gaudenzio Roberti.